# Foston on the Wolds
Foston on the Wolds är en ort och en civil parish (benämnd Foston) i Storbritannien.   Den ligger i kommunen East Riding of Yorkshire och riksdelen England, i den sydöstra delen av landet, 270 km norr om huvudstaden London. Foston on the Wolds ligger 13 meter över havet och antalet invånare är 263.
Terrängen runt Foston on the Wolds är platt.Runt Foston on the Wolds är det ganska tätbefolkat, med 139 invånare per kvadratkilometer. Närmaste större samhälle är Bridlington, 14,3 km nordost om Foston on the Wolds. Trakten runt Foston on the Wolds består till största delen av jordbruksmark.